# Collodi
Collodi ist eine Fraktion von Pescia in der Toskana. Der Ort wurde vor allem bekannt durch den Pinocchio-Schöpfer Carlo Lorenzini, der den Ortsnamen als Pseudonym annahm. Collodi war der Geburtsort seiner Mutter und Lorenzini verbrachte hier einen großen Teil seiner Kindheit.

## Geografie
Collodi ist ein Ortsteil von Pescia und liegt zwischen Lucca (14 km südwestlich) und der Provinzhauptstadt Pistoia (21 km nordöstlich) bei 125 Höhenmetern und hat ca. 3400 Einwohner.

## Geschichte

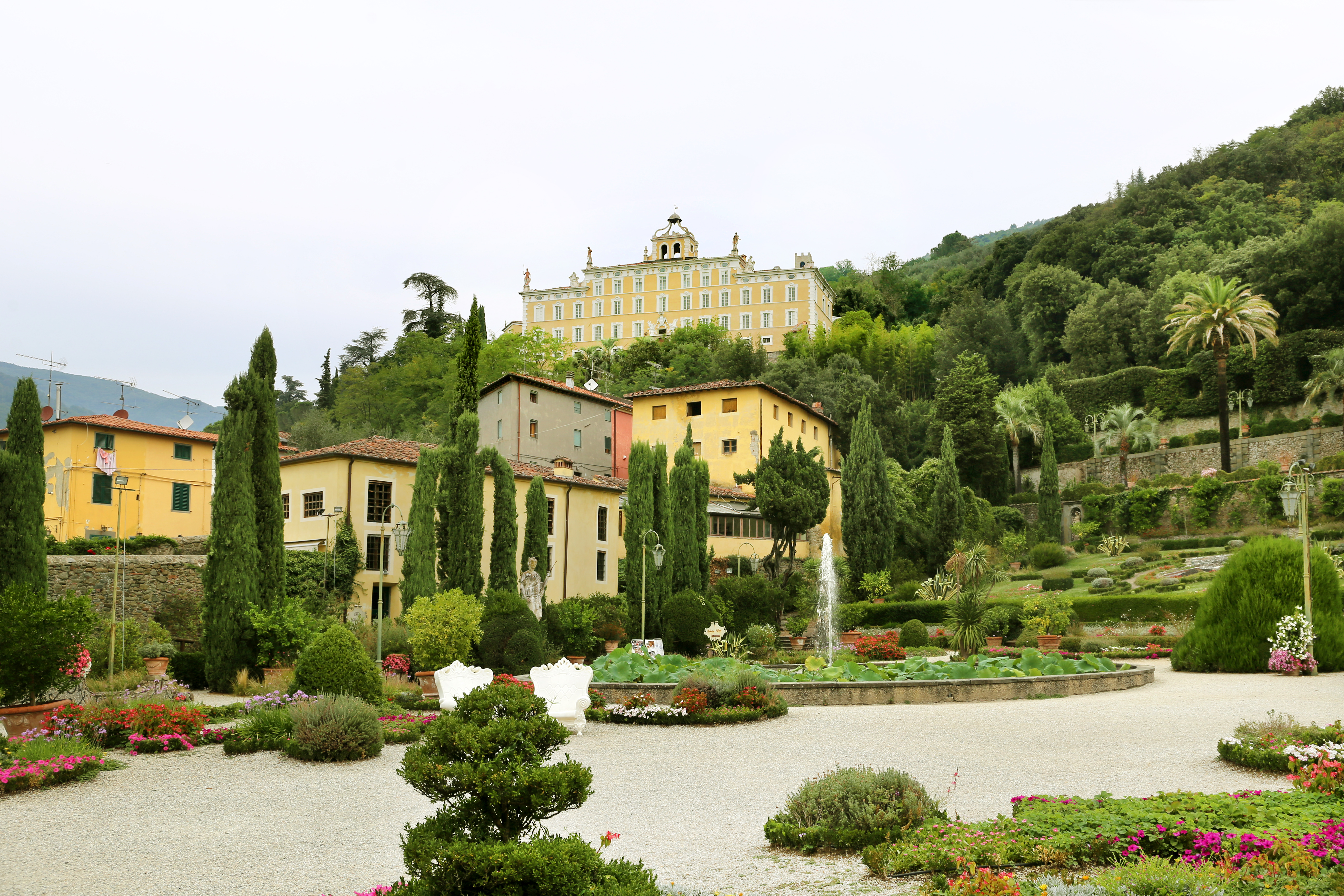
Blick zur Villa Garzoni

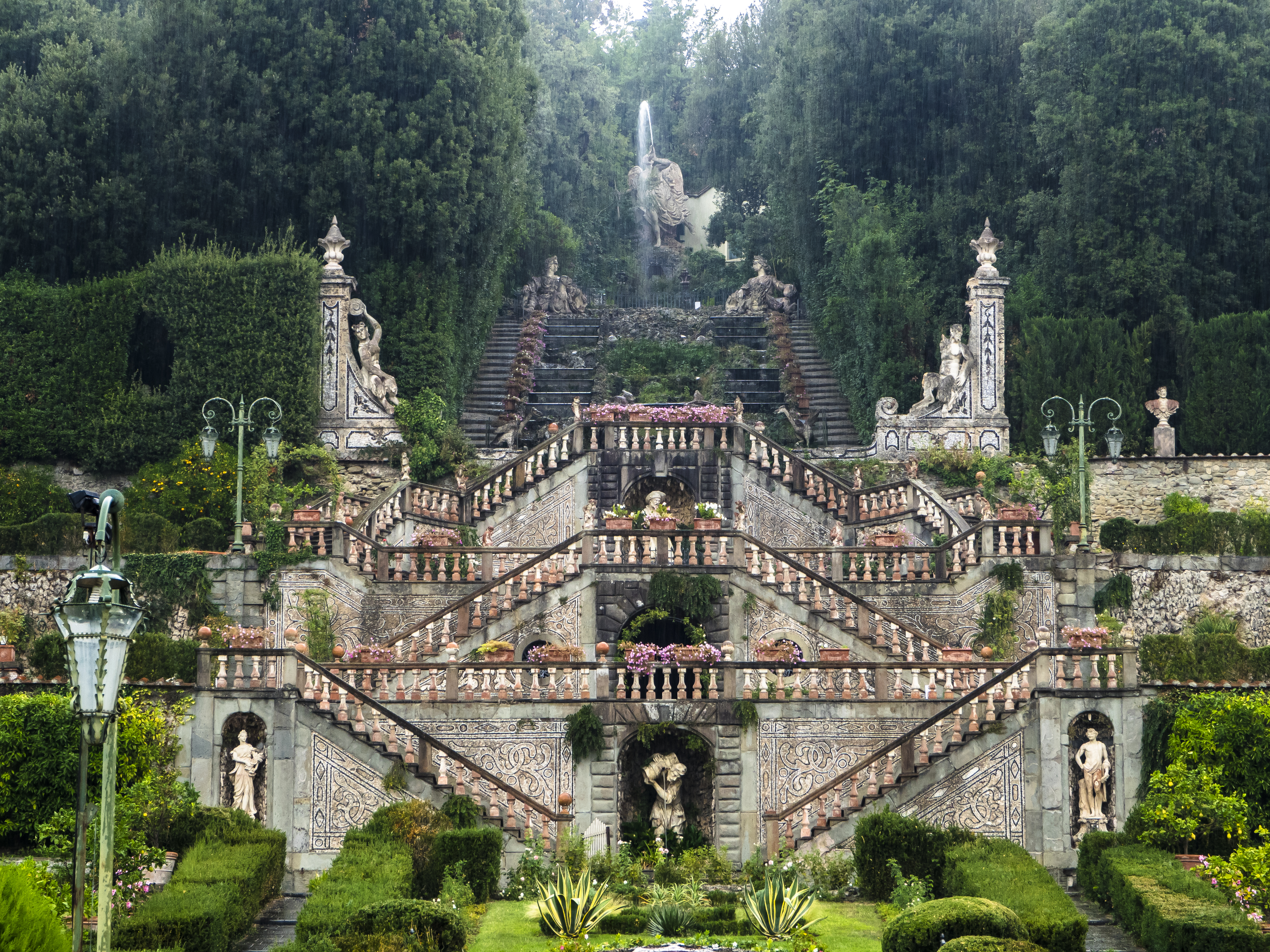
Garten der Villa Garzoni

Die antike Stadtanlage und das Schloss von Collodi wurden erstmals gegen Ende des 12. Jahrhunderts urkundlich erwähnt. Ihre Errichtung war damals durch Kriege notwendig geworden; die Bevölkerung musste aus dem Tal in Sicherheit gebracht werden. So wurde auf dem Hügel Colle di Odo eine Burganlage errichtet.
Da das Burggelände auf der Grenze zwischen Gebieten der Städte Lucca und Florenz lag, führte es dazu, dass der Ort ab 1329 immer wieder Anlass für gewalttätige Streitigkeiten zwischen den Städten gab. Es sollte mehr als hundert Jahre dauern, bis der Streit beigelegt wurde. Collodi wurde zu einem der befestigten Vorposten Luccas, was reichlich Handel ins Dorf brachte. Olivenhandel, Seidentransporte sowie das Wissen zur Herstellung von Papier hielten in Collodi Einzug.

## Sehenswürdigkeiten
Collodi ist vor allem wegen der Villa Garzoni und dem seit 1956 bestehenden Pinocchio-Park (Parco di Pinocchio) bekannt.
Die ursprüngliche Stadtanlage ist gut erhalten und lässt sich bequem zu Fuß erkunden. Unten liegt die Villa Garzoni mit ihren weitläufigen Gartenanlagen, vom oberen Teil bietet sich ein weiter Ausblick über das Land. Von der Burganlage haben sich nur die Ruinen des Turmes erhalten; er ist heute in Privatbesitz.
Im oberen Teil des Ortes steht die Kapelle San Bartolomeo aus dem 12. Jahrhundert mit mehreren Kunstschätzen: Eine Abbildung der Jungfrau auf dem Thron aus dem 16. Jahrhundert sowie eine Holzskulptur der Jungfrau mit Kind aus dem 15. Jahrhundert. Aus derselben Epoche stammt eine Darstellung der heiligen Lucia aus Terrakotta, die wahrscheinlich aus der Schule von Matteo Civitali stammt sowie eine weitere Holzskulptur, die den Heiligen Bartholomäus zeigt. Sie stammt vermutlich aus der Schule von Jacopo della Quercia. Die Kirche ist jeweils am Sonntagnachmittag geöffnet.

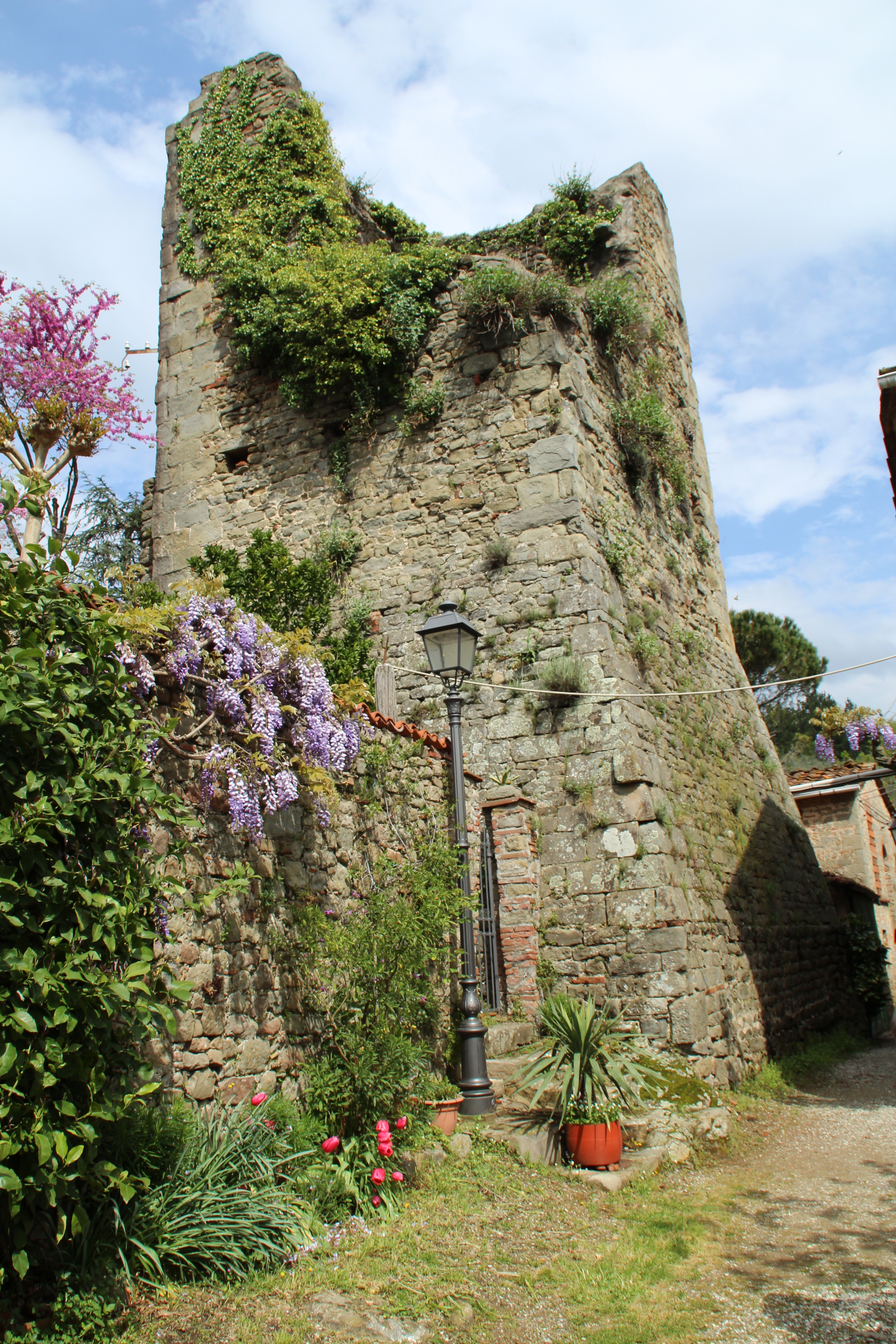
Ruine des Wehrturms
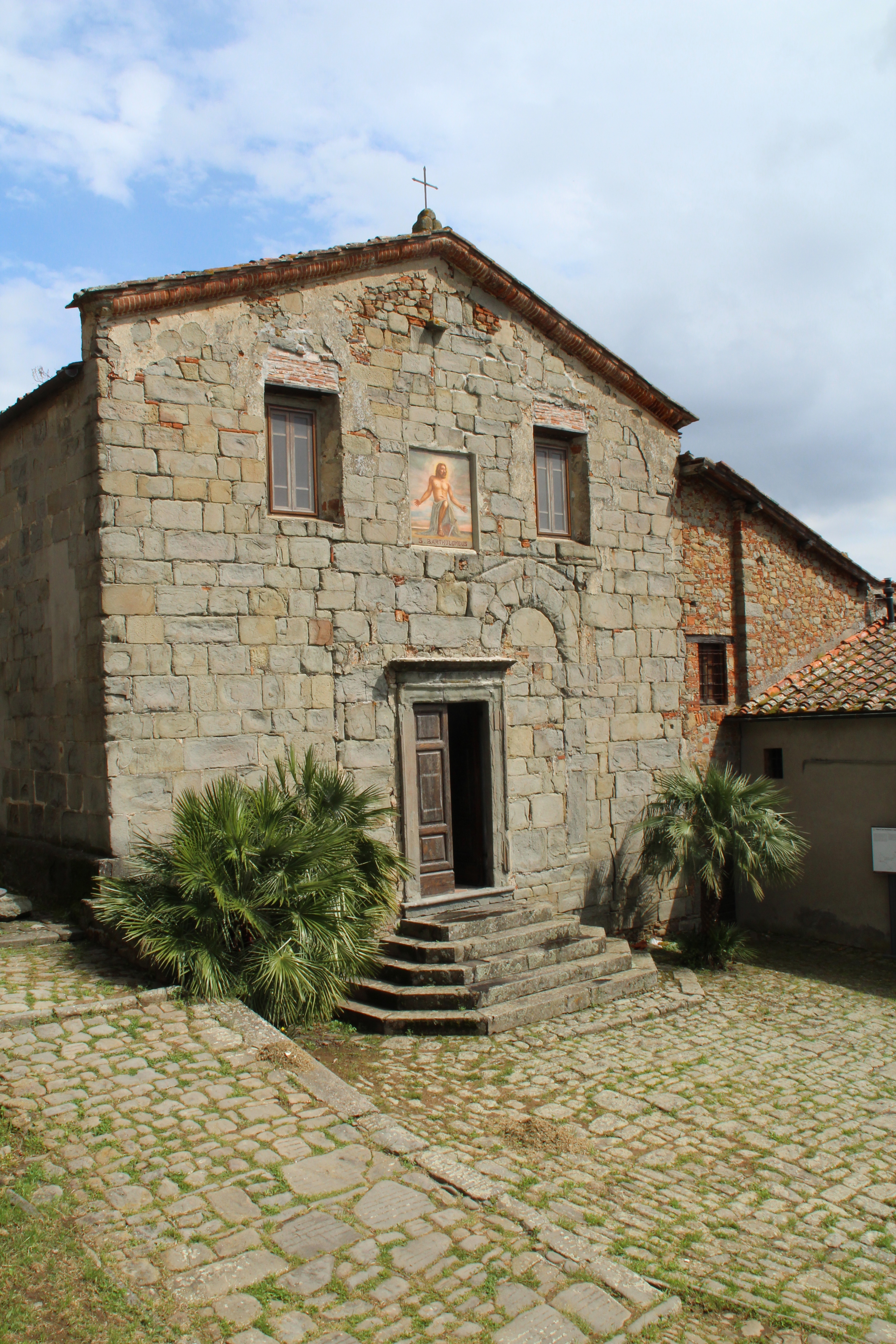
Kapelle St. Bartolomeo
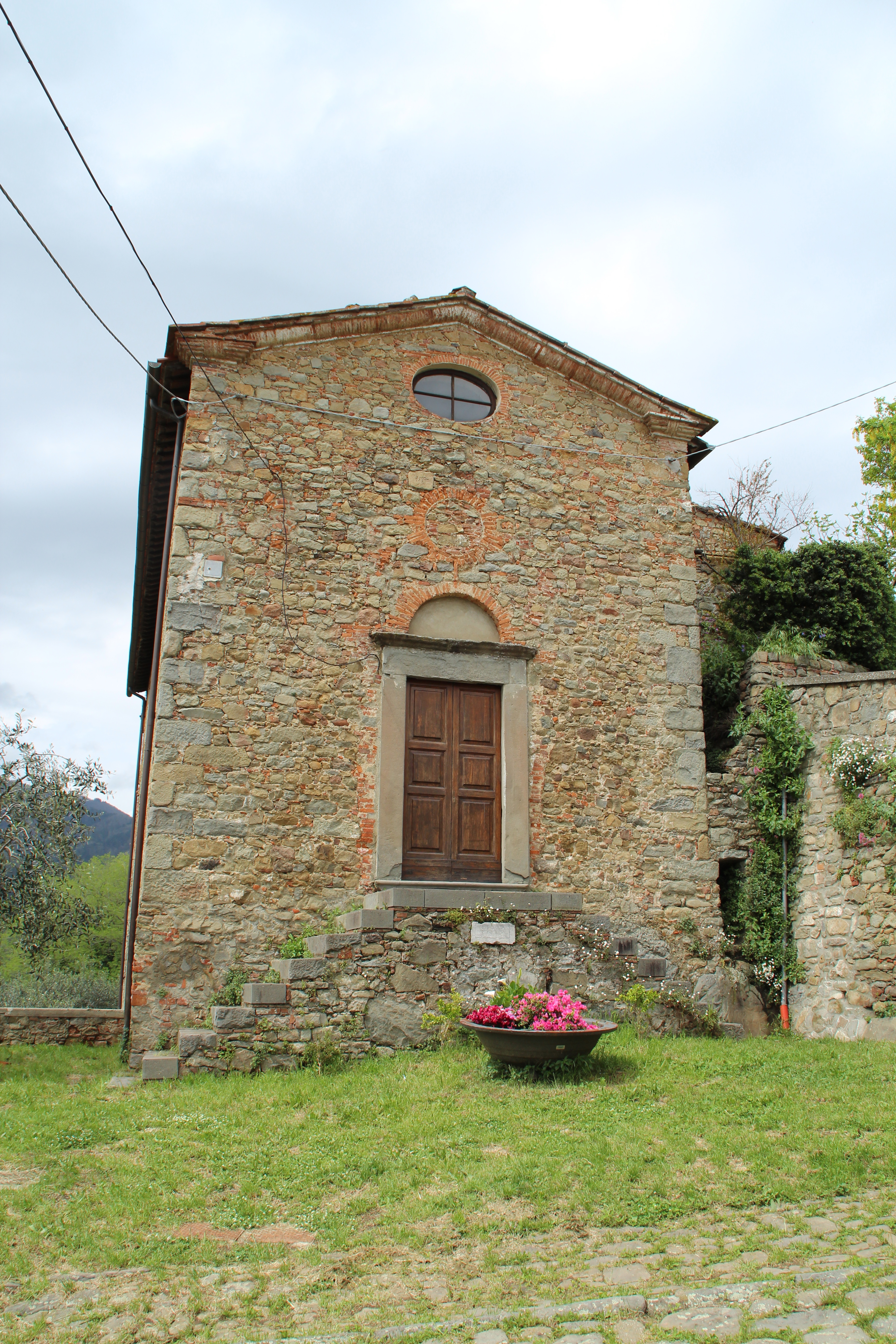
Kapelle aus dem 13. Jahrhundert
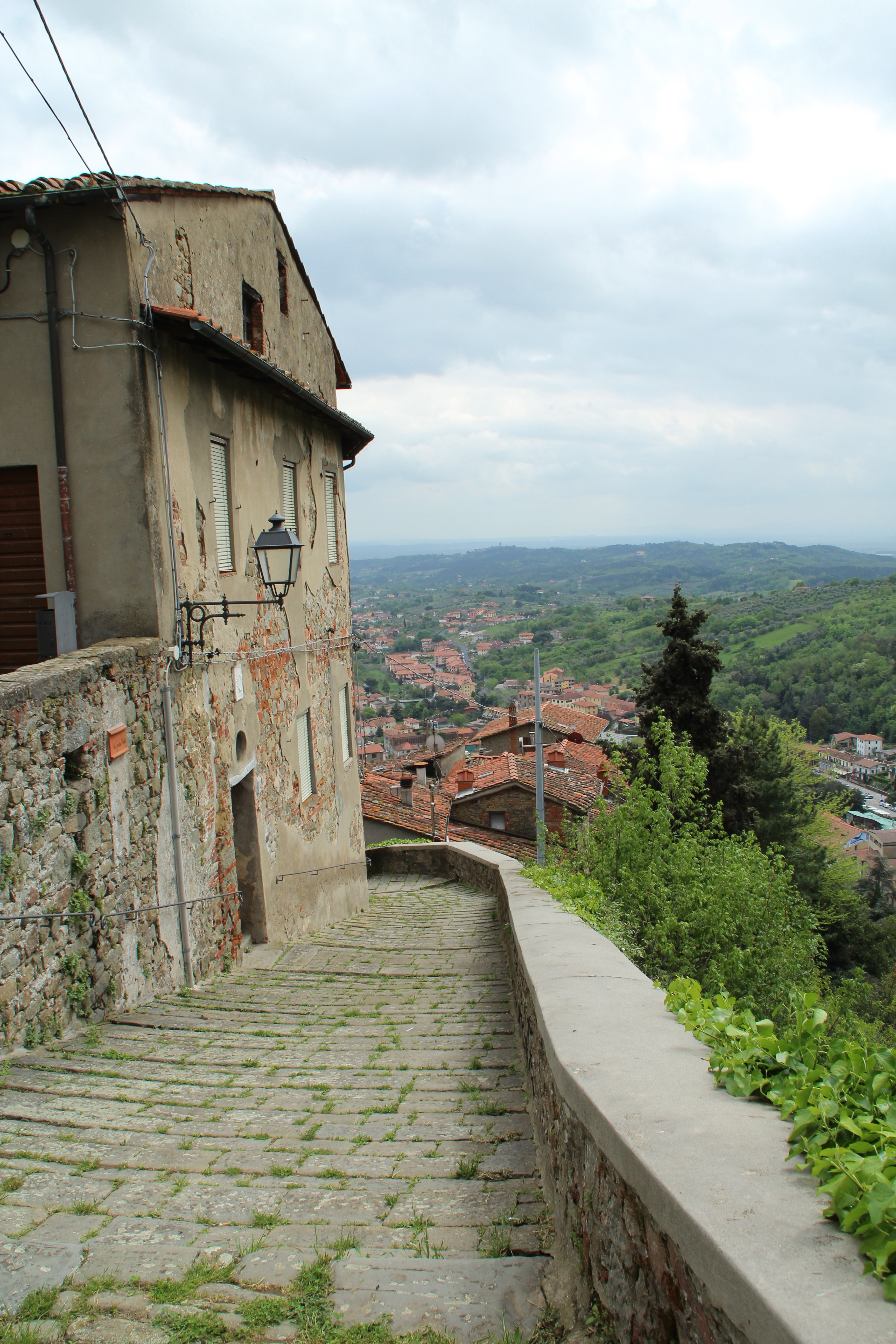
Treppe zum unteren Dorfteil
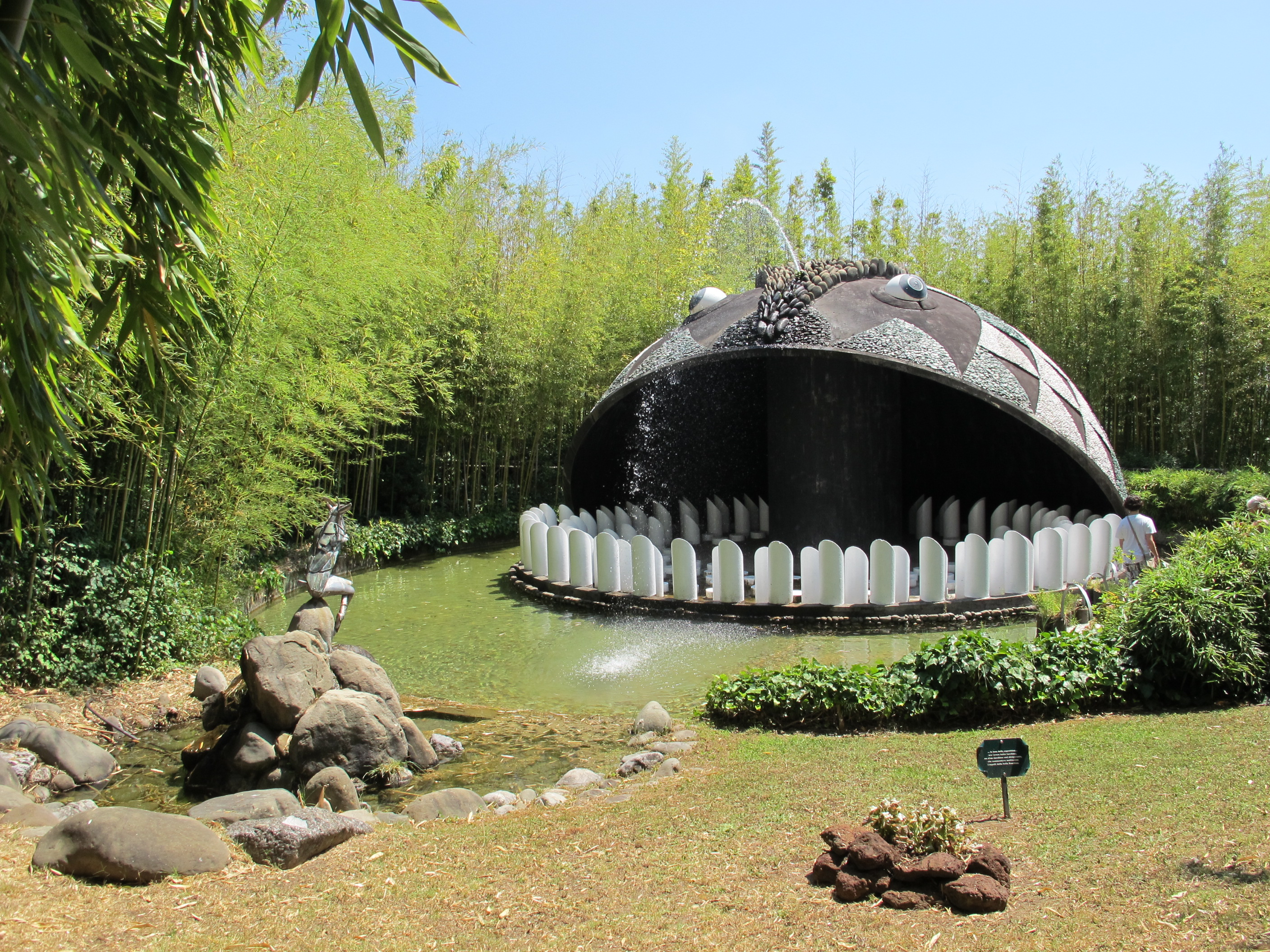
Parco di Pinocchio